# أورام الخلايا الميلانينية
أورام الخلايا الميلانينية هي أورام تتكون من الخلايا الميلانينية.

## الأمثلة
- وحمة ميلانينية الخلايا
- أورام الخلايا الميلانينية ذات إمكانية خبيثة غير مؤكدة
- ورم ميلانيني